# Aleksandr Martynov
Aleksandr Vladmirovich Martynov (cirílico: Александр Владимирович Мартынов; 1 de janeiro de 1981) é um político a atual Primeiro-Ministro da Transnístria desde 17 de dezembro de 2016 sob a presidência de Vadim Krasnoselsky.